# Rainer Rosengren
Karl Rainer Elias Rosengren, född 14 maj 1934 i Helsingfors, död 4 februari 2004 i Grankulla, var en finländsk zoolog.  
Rosengren blev filosofie doktor 1971 och docent i zoologi i Helsingfors 1978. Han arbetade under trettio år (till 1999) vid Helsingfors universitets zoologiska institution (senare institutionen för ekologi och systematik) som assistent, forskare och tidvis tillförordnad professor. Hans forskning var fokuserad på stackmyrornas navigation och samhällsorganisation. Redan i doktorsavhandlingen Route Fidelity, Visual Memory and Recruitment Behaviour in Foraging Wood Ants of the Genus Formica (Hymenoptera, Formicidae) påvisade han myrornas goda minne för specifika landmärken, i kontrast till andra forskares betoning av inbyggda kompasser. Hans andra huvudlinje gällde relationen mellan myrsamhällenas sociala uppbyggnad och genetiska släktskapsstruktur. Han initierade här den evolutionärt inriktade myrforskning som burits vidare av Pekka Pamilo vid Uleåborgs universitet och Liselotte Sundström vid Helsingfors universitet. Han var en aktiv och okonventionell debattör i samhälleliga och ideologiska frågor med biologiska dimensioner, till exempel miljöpolitik och sociobiologi. Han tilldelades professors titel 1998.